# Euphorbia ammak
Euphorbia ammak és una espècie de planta de la família Euphorbiaceae. Es troba a Aràbia Saudita i al Iemen. El seu estat segons la UICN és vulnerable. La seva forma recorda la del cactus de les regions desèrtiques d'Amèrica.